# Choo Choo Amigo
 (juin 2021).
Si vous disposez d'ouvrages ou d'articles de référence ou si vous connaissez des sites web de qualité traitant du thème abordé ici, merci de compléter l'article en donnant les références utiles à sa vérifiabilité et en les liant à la section « Notes et références ».
Choo Choo Amigo est un cartoon réalisé par Frank Tashlin et sorti en 1946.